# Serhí Nikolàiev
Serhí Vladislàvovitx Nikolàiev (ucraïnès: Сергій Владиславович Ніколаєв), 14 de febrer de 1972 – 28 de febrer de 2015), va ser un fotoperiodista ucraïnès del diari ucraïnès Sohodni de Kíiv. Va ser assassinat en un foc creuat a Piskí, a l'est d'Ucraïna.

## Biografia
Nikolàiev va viure a Kíiv. Es va graduar a la Universitat Nacional de Construcció i Arquitectura de Kíiv el 1993 i va ser membre de la Unió Nacional de Periodistes d'Ucraïna. L'única filla de Serhí Nikolàiev és Valeria Kravtxuk, que va néixer el 1995.
Nikolàiev va ser fotoperiodista de Sohodni des de l'abril de 2008. Geòrgia, Líbia, Somàlia i Síria van ser altres llocs que va cobrir durant la seva carrera. Es va centrar en la guerra i el seu impacte en els nens. L'any 2013 va fer una exposició anomenada "Una infància no per a nens".
Sohodni ja havia estat atacat anteriorment per membres de les forces policials especials de Berkut quan informava d'un dels esdeveniments de l'onada de protestes Euromaidan de Kíiv l'1 de desembre de 2013.
Nikolàiev va morir en un foc creuat mentre cobria els enfrontaments entre les tropes ucraïneses i els separatistes prorussos al poble de Piskí, als afores de Donetsk, el 28 de febrer de 2015. Piskí es troba a només 1,5 quilòmetres de l'aeroport de Donetsk. Va ser-hi amb el seu company Bohdan Rossinski, que va ser ferit de manera no letal. Serhí Nikolàiev va patir ferides greus i va arribar amb vida a l'hospital de Krasnoarmisk (Pokrovsk), però les seves ferides van ser mortals i va morir. Portava una armilla antibales que l'identificava com a "Premsa" al lloc dels fets. Mikola Flerko, un voluntari del batalló Pravi Sèktor, també va ser declarat mort en el mateix atac.
La policia de Krasnoarmisk va investigar l'incident com un homicidi deliberat.

## Premis
Va rebre el títol d'Heroi Nacional d'Ucraïna per decret presidencial el 5 de juny de 2015.